# Couthures-sur-Garonne

Couthures-sur-Garonne este o comună în departamentul Lot-et-Garonne din sud-vestul Franței. În 2009 avea o populație de 397 de locuitori.

## Evoluția populației
| An        | 1975 | 1982 | 1990 | 1999 | 2006 | 2009 |
| --------- | ---- | ---- | ---- | ---- | ---- | ---- |
| Populație | 504  | 437  | 427  | 399  | 408  | 397  |